# Carlos Alberto Roque Tepedino
Carlos Alberto Roque Tepedino (né en 1928) est un militaire argentin, ex-chef du Bataillon d'intelligence 601 sous la dictature militaire, condamné en avril 2010 à 20 ans de réclusion criminelle pour crimes contre l'humanité. Il est aujourd'hui inculpé dans le cadre du « procès ABO », le procureur demandant la réclusion à perpétuité.

## Ordre d'arrestation en 2002
Le 10 juillet 2002, le juge fédéral Claudio Bonadío a délivré des mandats d'arrêt contre lui et une quarantaine d'autres membres des services de sécurité, dont l'ex-chef de la junte Leopoldo Galtieri (décédé en 2003), dans le cadre de l'enquête concernant la disparition forcée de l'équipe de Montoneros ayant décidé de rentrer clandestinement en Argentine fin 1979-début 1980 (parmi lesquels Ricardo Zucker, fils de l'acteur Marcos Zucker) afin de relancer la lutte armée contre la dictature. Ils étaient accusés, dans cette affaire, de la disparition forcée de deux présumés Montoneros, Horacio Campiglia et Susana Binstock, capturés par le Bataillon 601, en coopération avec les services de renseignement de la dictature brésilienne, selon un mémorandum du RSO James Blystone à l'ambassadeur Castro (en) du 7 avril 1980 . Campiglia et Binstock ont été transférés au centre clandestin de détention de Campo de Mayo avant de « disparaître » .
Le témoignage en 1997 d'un « repenti », le sergent retraité Nelson Ramón González, permit de relancer cette affaire.

## Condamnation d'avril 2010 (Campo de Mayo)
Voir aussi procès de Campo de Mayo
Lors du procès concernant le centre clandestin de détention de Campo de Mayo, qui débuta le 2 novembre 2009 devant le tribunal fédéral de San Martín (Mendoza), il fut assigné à résidence puis condamné, en avril 2010, à 20 ans de réclusion criminelle (dans le prison de droit commun de Marcos Paz) pour crimes contre l'humanité, aux côtés du général Reynaldo Bignone, ex-chef de la junte, du général Santiago Omar Riveros, ainsi que des généraux José Montes et Cristino Nicolaides, tous responsables du Comando de Institutos Militares lequel dirigeait le camp de détention entre 1976 et 1980, et du général Fernando Verplaetsen, directeur des renseignements du camp de Mayo.
Il fut nommément condamné pour deux arrestations arbitraires, onze privations illégales de liberté et onze cas de torture.

## Procès ABO
Dans un procès initié devant le Tribunal Oral Federal Nº 2 de la capitale le 20 octobre 2009, Tepedino est accusé, en particulier, d'avoir participé à une rafle du 11 octobre 1978, menée par le Bataillon d'intelligence 601 avec l'appui du Premier Corps de l'Armée, à Belén, lors de laquelle Carlos Guillermo Fassano et Lucila Adela Révora, enceinte de 8 mois, furent assassinés. Le domicile des victimes fut alors bombardé, un hélicoptère ayant participé au raid. Le raid avait été décidé après qu'un détenu-disparu ait affirmé, sous la torture, que la famille gardait 150 000 dollars. Les forces de sécurité se disputèrent ensuite pour le butin, causant la mort d'un policier, deux autres étant blessés. L'ex-détenu-disparu Osvaldo Acosta avait témoigné de ces faits devant le Juicio a las Juntas dans les années 1980. Avocat, il avait même été chargé par les forces de sécurité de trancher leur différend.
Eduardo Enrique De Pedro, mineur, fut alors séquestré avant d'être rendu à sa famille le 13 janvier 1979. Outre Tepedino, alors chef du Bataillon d'intelligence 601, son assistant Mario Alberto Gómez Arenas ainsi qu'Enrique José Del Pino (arrêté en mai 2007 après un an et demi de cavale) et Juan Carlos Avena sont nommément accusés d'avoir participé à cette rafle.
En avril 2010, cette affaire fut intégrée au « procès ABO » (procès du garage El Olimpo, du Club Atlético et du Banco), aux côtés de 14 autres inculpés, dont l'ex-commissaire de la police de la province de Buenos Aires Raúl Guglielminetti et l'ex-sous-officier de la police fédérale Julio Simón (es) , première personne à avoir été condamné depuis l'annulation des lois d'amnistie en 2003.
Le procureur a réclamé en août et en septembre 2010 la réclusion à perpétuité pour les responsables de la rafle du 11 octobre 1978 ,.